# Managai

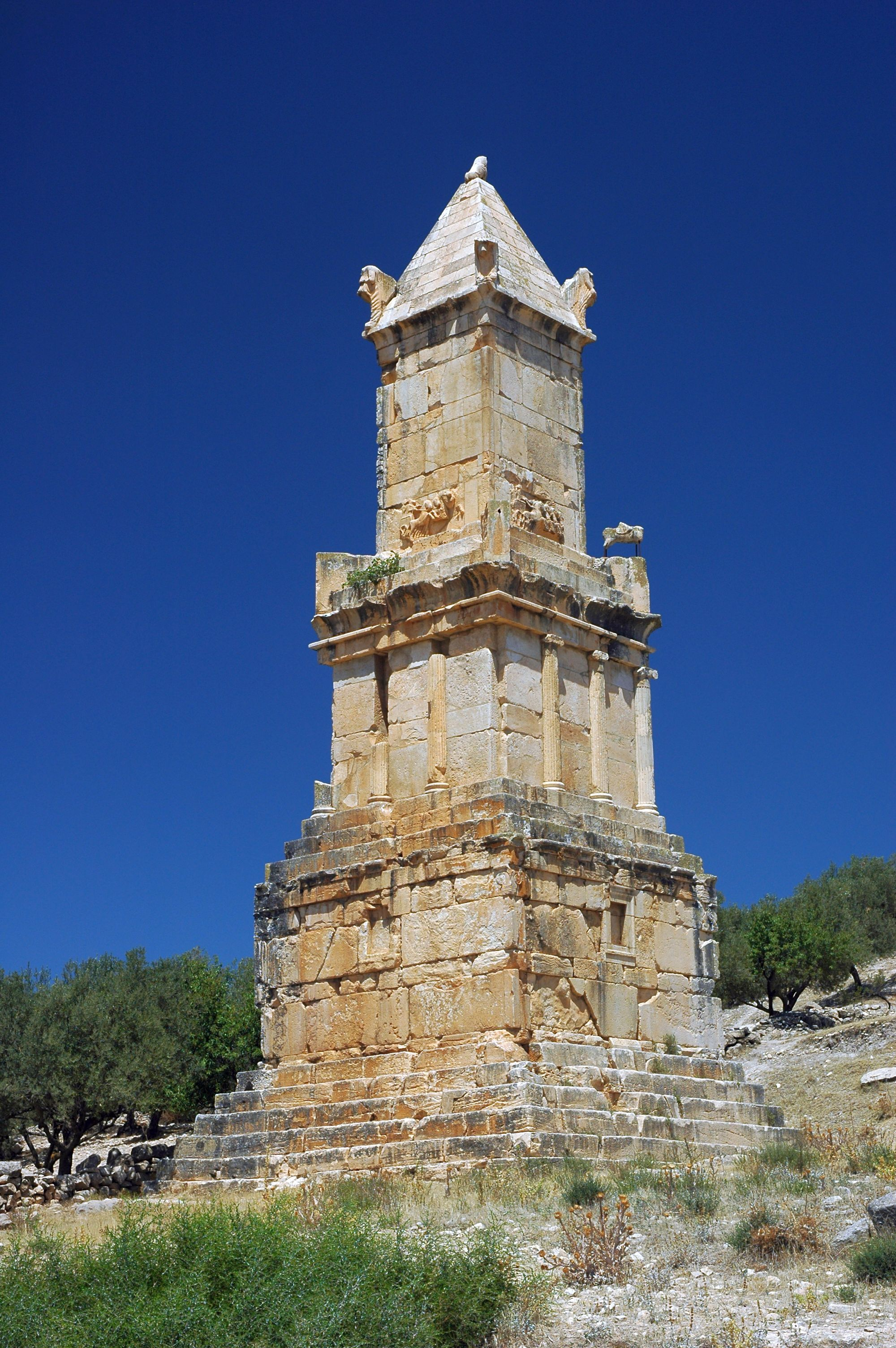
Das Grabmal im Jahr 2008

Managai (numidisch MNGY), Sohn des Warsakan, war ein numidischer Steinmetz. Er war im 2. Jahrhundert v. Chr. in Thugga tätig.
Managai ist neben mehreren anderen Künstlern und Handwerkern auf einer numidisch-punischen Bilingue erwähnt, die an einem Pfeilergrabmal in Thugga gefunden wurde. Auf der Bilingue sind des Weiteren Aṭban, wohl Architekt, die Steinmetze ʿAbdarisch und Zimer, ihre Assistenten Zazai, Tamôn und Warsakan, Managais Vater, die Zimmerleute Masidil und Ankan sowie die Eisenhandwerker Schafot und Papai verzeichnet.